# Amorphophallus angustispathus
Amorphophallus angustispathus är en kallaväxtart som beskrevs av Wilbert Leonard Anna Hetterscheid. Amorphophallus angustispathus ingår i släktet Amorphophallus och familjen kallaväxter. Inga underarter finns listade.